# 北越学館事件
北越学館事件（ほくえつがっかんじけん）は、1888年（明治21年）、新潟県新潟市にあった北越学館の教頭に就任した内村鑑三と学館の発起人の成瀬仁蔵らの間に起こった事件である。学館紛争とも言う。

## 概要

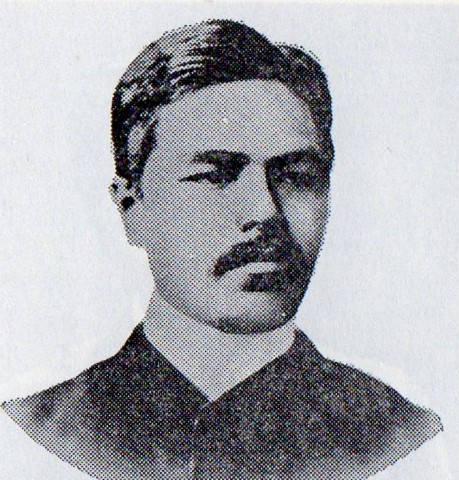
アマースト大学留学中の内村鑑三(1887年)

1888年頃、内村鑑三がアマースト大学に在学しているときに、アメリカン・ボード宣教師のドリマス・スカッダーを通じて、北越学館から招聘の交渉があったが、内村は一度断っていた。同年5月に、内村が神学校を退学して帰国すると、新島襄を通じて再び話があり、6月6日に赴任を正式に受託することになった。館主のクリスチャン議員の加藤勝弥と契約を結んだ。
9月10日に教頭として新潟へ仮教頭として赴任した。
内村は百数十人の生徒にエレミヤ書を一週間に4回の講義をした。毎週、土曜日には公開講演会を開いた。また、日蓮宗僧侶による講演会を企画して宣教師たちの反対にもあった。

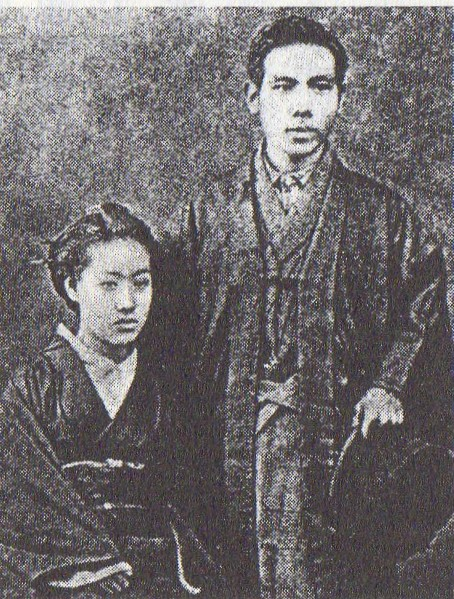
事件の頃の成瀬仁蔵と妻の満寿枝

赴任一ヵ月後に、北越学館の発起人たちに「意見書」を提出した。その意見書の中で、外国人宣教師による教育が無給でなされていることを指摘し、これはアメリカン・ボードの援助を受けていることであり、これは、北越学館設立の独立の精神に反するとの見解を表明した。それに対して、宣教師たちは、内村教頭の元での勤務を拒否して、辞職を通告した。内村は愛国心と独立の精神を持っていたので、外国人宣教師や牧師の成瀬仁蔵と学校行政の問題をめぐって激しく対立した。内村は自らの信念に従って行動して、内村と宣教師たちの対立は学館紛争になり、激化した。
この紛争は生徒をも巻き込んだ。生徒は「北越学館の独立を計らんための結合」を誓う、内村支持の誓約書が作成され学館生徒の3分の2に当たる136人が署名した。学館の発起人たちは、これは内村による煽動であると見なした。阿部欽次郎、加藤勝弥、成瀬仁蔵ら発起人は、内村の「意見書」につき会合を開き協議をする。その結果、外国人宣教師の援助を打ち切る必要はないことを決定した。
この両者の紛争の調停を図るために、新島襄は横井時雄を新潟に派遣したが、効果はなかった。とりわけ、成瀬が激しく内村と対立して、自らも「意見書」をあらわし、内村の非を五項目にわたり列挙した。
その年の12月に内村は北越学館を辞任して、東京へと去った。後任には後に、内村と共にキリスト教界の四村と呼ばれた松村介石が赴任した。この事件に関連して、棚橋一郎、志賀重昂らの国粋主義者が関係していた雑誌『日本人』が内村鑑三の擁護論を掲載した。

## その後
その後内村は、一番町教会で説教したり、水産伝習所（現在の東京海洋大学の前身の一つ）・明治女学校・東京英和学校などで教鞭をとる。やがて第一高等中学校の嘱託教員になり、有名な不敬事件を起こして、世間の話題を呼ぶことになる。
1891年（明治24年）に発生した不敬事件の際には、雑誌『国会』が北越学館における内村の国粋主義的な行動を引用して、内村が勤皇心がある人物であるとの文章を掲載した。内村自身は事件から17年後の1905年（明治38年）に新潟で行った講演で北越学館を去った日のことを回顧し、「12月18日霙乱るる寒風」に送られて東京へ逃げ帰ったと語っている。